# メイソン・ユーイングコーポレーション
メイソン・ユーイングコーポレーションは、2011年にメイソン・ユーイングが主体となって立ち上げたロサンゼルス（アメリカ）を拠点とする持株会社です。この会社は、ファッション、映画、音楽業界だけでなく、化粧品やチョコレートなどのさまざまな分野を主なターゲットとしています。
この企業は、Mason Ewing Corporation（カナダ）、Les Entreprises Ewing（フランス）、Ewingwood（カメルーン）など、いくつかの国に数種類の子会社を持っています。行政審議会の開催が2017年に予定されていました。
7月中旬に、Facebookプラットフォームで、2018年に中国支店が追加されると総局長から発表されました。
この企業はファッションで知られています。メイソン・ユーイングの衣料品部門には、Espoir Pour l'Avenir向けの点字のTシャツとオートクチュールブランドのラインが含まれています。

## 倫理

### 赤ちゃんマディソン
メイソン・ユーイングコーポレーションは、寛容性と希望などの人間的価値を表す企業です。 そのスポークスパーソン（代弁者）は、すべての民族を代表する18か月の幼児：Baby Madisonです。万国共通の赤ん坊。クリエイターであるメイソン・ユーイングは、「赤ん坊は嘘をつかず、判断を下さず、そして誰をも好む」と説明しています。この一節は、企業の価値観を表しています。誰もにこの世界で果たす役割があります。マディソンは今までにない支部で紹介されています。この幼児はまた、世界中の人々を救うことになる多くの物語の中心でもあります。物語の中では、私たちは彼が様々な服、消防士、着物を着たり、スポーツ、ギター、料理をする姿を見ます...

## 主な側面

### ファッション
メイソン・ユーイングのソーイングハウスはメイソン・ユーイングコーポレーションに所属する支社です。それは、開業の数年前にメイソン・ユーイングによって創立されました。 彼の後見人はEmmanuel Petit（1998年のサッカーチャンピオン）とOlivier Lapidus（仕立て屋Ted Lapidusの息子）です。このブランドでは、次のものが見られます。
- 目の見える人と見えない人の両方に向けた点字を使用したTシャツのライン[6]。当初、自分自身が盲目のメイソン・ユーイングは、自分と同じ障害持つ人々が自分が選んだ服の色を認識できず、自分で服を着るためには援助を求めざるを得なかったという事実に激怒しました。彼は障害を持つ人々が自立することを望み、点字付きの服、Tシャツ、ポロシャツなどを制作しました… それらの服では、さまざま（スケートボード、BMX、 ギター）なbaby Madisonを見つけることができます[7]。赤ん坊の活動を説明する点字が服に付けられています。そして収益の5％はSos Madison International associationに寄付されます[8]。
- オートクチュールの革新的なライン。メイソン・ユーイングが、針子、スタイリスト、モデルアーティストであり母親であるマリーを称えるために立ち上げました。Legrain-Trapani（2017年ミスフランス）やRebecca Ayoko（元イブサンローランのスポークスモデル）[9]などの有名な顔がこれらの服を着ています。ブランドは最初のランウェイから多くの好奇心を刺激しました。Espoir Pour l'Avenirのコレクションは、フランス（(Eurosites on Georges V）[10]、カナダ（hotel Hilton de Gatineau）、カメルーン（hotel Hilton of Yaounde）、セントマーチン（election of Miss Caribbean）、マルティニークのランウェイで世界的に成功しました。
- Elisa Charnelの女性用下着コレクション（Espoir Pour l'Avenirと同時に掲載）。すべてのランジェリーは違いを以て表されています[11]。

### オーディオビジュアル
オーディオビジュアルはメイソン・ユーイングの最初の情熱です。テレビは彼が子供時代に苦しんだ虐待に対処する、彼の方法です。映画のほとんどは、制作の効果：平和、希望、兄弟愛のメッセージを放送しています。これが、プロダクションがスクリーンでレーベルのエンタープライズを立ち上げた方法です。

Descryという映像作品は、オーディオビジュアルの側面を後押ししました。それ以来、このポールは、baby Madisonと彼の友人のJohanが主演するLes Aventures de Madisonなどのアニメーション映画を作成しています。18世紀の男性の一般的なファイルの物語を語る、子供向けのテレビ番組Pilou et Michouの冒険が続きます。Pilouは、母親のCunégondeと祖母のMichouと一緒に暮らしている17歳の若者です。

メイソン・ユーイングコーポレーションは、子供向けのアニメーションの他に、ティーンエイジャー向けのTVシリーズを制作しています。彼らはまた、家族や社会のタブー、エンパワーメントのようなメッセージを表します。そしてMickey Boomは、ロサンゼルスでプロデュースされたフランスの子会社のEryna Bellaと、同じ国で制作されたTwo Plus Threeによって制作されたテレビ番組です。大人にも同様のメッセージが伝わりますが、映画のように陰気な気持ちで伝えられます。Angels of the Worldはアメリカで撮影されました。

背景に忠実なメイソン・ユーイングは、Orishas:The Hidden Pantheonと呼ばれるYann LoKieffolohによって指揮され、西欧諸国の難しい神話、アフリカ神話について語った映画を制作しました。この長い映像は2017年に劇場で上映されるはずです。

メイソン・ユーイングは常に有望な映画を強調していました。メッセージを伝え、送るために、ユーモアはより簡単な代替手段としてしばしば利用されます。すべての映画にメッセージを送信するという唯一の使命があるわけではありません。

### 文学
The Ewing Publicationの子会社が2019年にオープンしました。最初の本「The Eyes of Destiny」は、同年11月1日に発行されました。これはメイソン・ユーイングの自伝です。
その後、2017年1月から、Kimy Glossと呼ばれる雑誌が文学ポールに掲載されます。このレビューは、有名人、化粧品、俳優/モデルのキャストに関する現在のイベントについて行われます。

## フィルモグラフィー
- 2011年 : Descry
- 2016年 : Orishas : The Hidden Pantheon
- 2017年 : Névroses
- 2017年 : Comme Les Autres

## これから先の

### オーディオビジュアル
- 2020年 : Une Lueur d'Espoir
- 2020年 : Love in Yaounde
- 2020年 : Mickey Boom
- 2021年 : Elie Grimm : The Cursed Child